# Церхи
Церхи (пол. Cierchy) — село в Польщі, у гміні Мнюв Келецького повіту Свентокшиського воєводства.
Населення — 357 осіб (2011).
У 1975-1998 роках село належало до Келецького воєводства.

## Демографія
Демографічна структура на день 31 березня 2011 року:
|          | Загалом | Допрацездатний вік | Працездатний вік | Постпрацездатний вік |
| -------- | ------- | ------------------ | ---------------- | -------------------- |
| Чоловіки | 181     | 54                 | 111              | 16                   |
| Жінки    | 176     | 44                 | 99               | 33                   |
| Разом    | 357     | 98                 | 210              | 49                   |